# Iztok Puc
Iztok Puc (Slovenj Gradec, 14 de septiembre de 1966 - San Diego, 20 de octubre de 2011) fue un jugador de balonmano esloveno-croata que jugó de lateral izquierdo. Su último equipo fue el RD Prule Liubliana, en el que jugó hasta 2002.
Fue uno de los jugadores más conocidos de los años 80 y 90 y jugó en tres selecciones diferentes: la Selección de balonmano de Yugoslavia, la Selección de balonmano de Croacia y la Selección de balonmano de Eslovenia. Con la selección yugoslava y croata logró varias medallas.
Murió en octubre de 2011 debido a un cáncer de pulmón. Desde entonces se entrega un premio con su nombre al mejor jugador joven de Croacia y Eslovenia, entregándolo un año a un jugador croata y otro a un jugador esloveno.

## Palmarés

### RK Zagreb
- Liga de Yugoslavia de balonmano (1): 1991
- Copa de Yugoslavia de balonmano (1): 1991
- Liga de Croacia de balonmano (3): 1992, 1993, 1994
- Copa de Croacia de balonmano (3): 1992, 1993, 1994
- Liga de Campeones de la EHF (2): 1992, 1993
- Supercopa europea de balonmano (1): 1993

### RK Celje
- Liga de balonmano de Eslovenia (5): 1995, 1996, 1997, 1998, 1999
- Copa de Eslovenia de balonmano (5): 1995, 1996, 1997, 1998, 1999

### RK Prule 67
- Liga de balonmano de Eslovenia (1): 2002
- Copa de Eslovenia de balonmano (1): 2002
- Mejor jugador de balonmano de la historia de Eslovenia

## Clubes
- Borac Banja Luka (1985-1990)
- RK Zagreb (1990-1994)
- RK Celje (1994-1999)
- RD Prule 67 (1999-2002)